# Júnior Padilla
Júnior Jesús Padilla Zelaya (San Pedro Sula, Cortés, Honduras; 4 de abril de 1992) es un futbolista hondureño. Juega de mediocampista y su equipo actual es el Jocoro F.C de la Primera División de El Salvador.

## Trayectoria
Javier Padilla se inició en el Platense Junior de San Pedro Sula. Un día, mientras jugaba un partido contra Motagua Reservas, Héctor "Lin" Zelaya le propuso ir a Motagua. Hizo parte de la generación compuesta por Marlon Licona, Brayan García, Brayan Figueroa, Henry Figueroa, Roby Norales, Arnold Meléndez, Ronald Martínez Ponce entre otros.
Su debut profesional se produjo en la Concacaf Liga Campeones 2011-12 el 25 de agosto de 2011 contra Monarcas Morelia, partido que terminaría con derrota de 0 a 4 en el Estadio Morelos.
El 16 de octubre de 2011 hizo su debut en primera con Motagua, ingresando por Amado Guevara en el minuto 77 en un partido contra Marathón, correspondiente a la duodécima fecha del Torneo Apertura 2011. El mismo terminó 4 a 1 a favor de Marathón; Padilla anotó el gol de Motagua al 90.
En 2013 estuvo en el Draft de la Major League Soccer, pero no logró conseguir equipo y regresó al Azul Profundo.

## Clubes
| Club        | País        | Año             | Partidos | Goles |
| ----------- | ----------- | --------------- | -------- | ----- |
| Motagua     | Honduras    | 2011 - 2015     | 71       | 3     |
| Victoria    | Honduras    | 2015            | 16       | 0     |
| Lobos UPNFM | Honduras    | 2016 - 2020     | 26       | 4     |
| Jocoro F.C  | El Salvador | 2020 - 2024     | 54       | 5     |
| Lobos UPNFM | Honduras    | 2024 - Presente | 0        | 0     |

## Palmarés

### Campeonatos nacionales
| Título                    | Equipo  | País     | Año  |
| ------------------------- | ------- | -------- | ---- |
| Liga Nacional de Honduras | Motagua | Honduras | 2011 |